# ステファン・ロベーン
シェル・ステファン・ロベーン（スウェーデン語: Kjell Stefan Löfven [ɕɛl ˈsteːfan lœˈveːn]、1957年7月21日-）は、スウェーデンの政治家。姓はロベーンの他、ローベンやロヴェーンとも書かれる。第43代首相（2014年10月3日 - 2021年11月24日）、社会民主労働党党首（2012年1月27日 - 2021年11月4日）を歴任した。

## 来歴
1957年7月21日、ストックホルムに生まれる。ウメオ大学に入学し、ソーシャルワークを学んだが、1年半で退学。
1979年、溶接機メーカーであるBAEシステムズ系の会社に入社。エルンシェルツビクにある工場で働きつつ、労働組合活動に精を出し、2年後に労働組合の代表に選ばれる。その後は1995年にスウェーデン金属労働組合のオンブズマンとして、2001年には金属労働組合の副代表となる。
2005年11月、ロベーンは新しく設立された労働組合であるIFメタルの代表となる。その直後の2006年に社会民主労働党の理事会で選出され、政界入りを果たす。
2012年、ホーカン・ユーホルトの後継者として社会民主労働党の党首に抜擢される。
2014年9月14日の総選挙で社会民主労働党をはじめとする中道左派連合が勝利し、同年10月3日、党首であるロベーンが首相に選出された。2018年9月25日に議会で不信任決議を賛成204票、反対142票で可決された。しかし後継がなかなか決まらず、議会は11月14日に穏健党党首であるウルフ・クリステルソンの首相就任を賛成154、反対195で却下。ロベーンも再び首相候補となったが、12月14日に賛成116、反対200、棄権28で却下され、最終的には2019年1月16日に議会議長より新首相に指名され、18日の議会での採決では賛成115票、反対153票、棄権77票となり、反対票が首相就任阻止に必要な175票に届かなかったため就任が承認された。不信任決議から4ヶ月も暫定的に首相を務める事態となった。
2020年の新型コロナウイルス感染症の流行の際には当初、他の欧州諸国のように厳格なロックダウンを実施せず、マスク着用の義務化すら行わないなど、通常の経済活動を継続しつつ集団免疫獲得を目指した。同年8月の段階でロベーンはこの対策は正しかったと主張したが、12月にはマスク着用の推奨に転じるなど方針転換を余儀なくされ、国王カール16世グスタフが政府のコロナ対策は失敗だったと言及するに至った。
2021年には新築アパートの家賃統制緩和計画をめぐって閣外協力の関係にあった左翼党の離反を招き、野党・スウェーデン民主党の提出した内閣不信任決議に同じく野党のキリスト教民主党も同調し賛成票を投じた結果、6月21日に賛成181票（可決には175票が必要）、反対109票、棄権51票、欠席8人で可決された。スウェーデンで野党提出の内閣不信任案が可決され、首相が辞任もしくは解散総選挙を迫られる初のケースであり、6月28日に首相辞任を表明した。しかしアンドレアス・ノーレン議会議長が組閣を要請した穏健党のクリステルソン党首は議会多数の支持を得られる目処が立たないため7月1日に組閣を断念・返上し、再びロベーンが組閣を試みることとなった。5日に多数派の支持を得られる見込みがたったと表明し、7日の首相指名選挙では賛成116、反対173、棄権60票で再選阻止に必要な過半数の反対175票に届かなかったためロベーンの首相続投が決定した。8月22日、11月までに党首を辞任し、首相からも退く意向を表明。11月4日に社会民主労働党が党大会にてマグダレナ・アンデション財務相を新党首に選出したことを受け、10日に首相辞任を表明した。
- マルゴット・ヴァルストロームらとともにプライド・パレードに参加（2014年8月2日）
- 左からノルウェーのエルナ・ソルベルグ首相、ロベーン、デンマークのヘレ・トーニング＝シュミット首相、フィンランドのアレクサンデル・ストゥブ首相、アイスランドのシグムンドゥル・ダヴィード・グンラウグソン首相（2014年10月27日）
- ラトビアのイナーラ・ムールニエツェ国会議長と（2019年3月11日）
- 欧州疾病対策センター所長のアンドレア・アモンと（2020年3月3日）